# 1936年巴勒斯坦阿拉伯人大起义
1936-1939年巴勒斯坦阿拉伯起义，又称为大起义（al-Thawra al-Kubra）， 巴勒斯坦大起义（Thawrat Filastin al-Kubra），是1936年到1939年期间因巴勒斯坦托管地的阿拉伯人为了反对英国对巴勒斯坦的托管统治而爆发的起义。起义目的要求阿拉伯独立，减少犹太人移民与土地购买政策。 起义爆发时，正值犹太人移民涌入巴勒斯坦的高峰期，这一年约有6万犹太移民在英国的支持下移民巴勒斯坦，而当地的犹太人口也从原先的57,000人增长到1935年的320,000人。 而且因为农村之中的陷入困境的法拉欣被迫搬到城市以期望摆脱赤贫时却发现自己被社会边缘化，而他们的处境也变得越来越艰难。
自1920年以来，巴勒斯坦犹太人与阿拉伯人冲突不断，而起义的直接导火索便是卡萨姆组织杀害了两名犹太人，以及犹太枪手作为报复杀害了两名阿拉伯劳工，这些冲突事件令巴勒斯坦陷入暴力冲突之中。 骚乱爆发一个月后，1936年5月16日，阿明·侯赛尼宣布当天为“巴勒斯坦日”，并呼吁在此日举行大罢工。
依舒夫的许多人将这次巴勒斯坦起义称为“不道德的、恐怖的”，并经常将此与法西斯主义和纳粹主义相提并论。戴維·本-古里安将此次阿拉伯人起义的原因归于巴勒斯坦阿拉伯人对巴勒斯坦日益增长的犹太经济力量的恐惧、和反对大量犹太移民巴勒斯坦，以及对英国同情犹太复国主义的恐惧。